# Haxey Hood Game

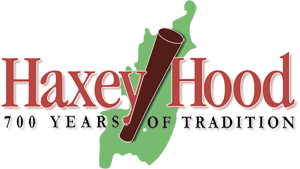
Logotipo do Haxey Hood

O Haxey Hood Game (em português: Jogo da Capa de Haxey) é um esporte tradicional inglês criado no século XIV por fazendeiros britânicos.
Este esporte faz parte do folclore britânico, e acontece todo o mês de janeiro.

## História
Reza a lenda que Lady Mowbray, esposa do latifundiário John Mowbray, andava a cavalo quando sua capa de seda foi levada pelo vento. Ao descobrir que ela havia perdido a capa, treze fazendeiros saíram correndo pelos campos para ajudar a moça a recuperar a peça. O que achou a capa era muito tímido. Assim, ele pediu a um amigo que levasse a capa até ela. Lady Mowbray agradeceu ao fazendeiro que lhe devolveu a capa, chamando-lhe de “lorde”, e reprovou a atitude do homem que encontrou a vestimenta, apelidando-lhe de “bobo”. Pelo cavalheirismo dos fazendeiros, ela lhes doou cinco hectares de terra, com a condição de que o resgate da capa fosse reencenado todos os anos.
Desta forma, a encenação acabou virando um esporte, que tem até hoje uma tradição forte na região. Para torná-lo mais realista, cada membro do time (formado por 13 integrantes) assume o papel de um personagem: um “lorde”, um “bobo” e 11 “feios”. O “bobo” tem o direito de beijar qualquer mulher que encontrar pelo caminho e, a donzela foi substituída por um pub.

## Objetivo
O objetivo deste esporte consiste-se em levar uma espécie de taco de couro — Hood (que representa a tal da “capa”) — a um dos pubs locais. Porém, quem estiver com o taco na mão deve ser empurrado, puxado e arrastado ao pub por uma multidão enlouquecida. Além disso, não é permitido correr nem atirar o Hood, e os participantes brigam para pegar e ficar com o artefato para si.
Assim, o primeiro que conseguir o objetivo de levar o tubo de couro até seu pub favorito, além de vencer a disputa, tem o direito de deixar a “capa” no pub por um ano, até o campeonato seguinte.